# NGC 2863
NGC 2863 (również NGC 2869 lub PGC 26609) – magellaniczna galaktyka spiralna (Sm), znajdująca się w gwiazdozbiorze Hydry.
Odkrył ją William Herschel 25 marca 1786 roku. W 1886 roku zaobserwował ją Frank Muller, jednak obliczona przez niego pozycja była niedokładna i różniła się od tej podanej przez Herschela, tak więc uznał, że zaobserwował nowy obiekt. Błędu tego nie zauważył John Dreyer i skatalogował obserwację Mullera jako NGC 2869.